# 邢台恒源
邢台恒源化工集團有限公司，簡稱邢台恒源化工集團、邢台恒源化工，以及邢台恒源（英語：Xingtai Hengyuan Chemical Group Company Limited）是一家中国化学工业公司。

## 历史
在1970年由當時化工部設前身為「内丘县硫铁矿」。現時由中國昊華化工集團（中國化工集團公司旗下）全資擁有。
現時業務為在中國內地經營生產及銷售硫矿石开采、硫酸成产、铁精粉、磷肥等產品。董事長為楊振林。總部位於河北省邢台市内丘县城北3公里。

## 連結
- hhhy.chemchina.com （页面存档备份，存于）